# 上海大戏院
上海大戲院位於中華人民共和國上海市徐匯區復興中路與陝西南路路口附近。

## 历史
最早名為銀光大戲院。1943年7月9日正式開張，最初主要演出話劇，但市場反應不佳。1944年起上海大戲院開始放映電影。1949年上海大戲院業主離開上海，該場所收歸國有。1956年更名为上海电影院，2013年5月起因装修而暫停營業。2016年末，該場所完成重建，並恢復舊名上海大戏院，同時改以上演戏剧、戏曲等演出。2017年3月31日重新開放。